# Regevs sats
Inom abstrakt algebra, en del av matematiken, är Regevs sats, bevisad av Amitai Regev (1971, 1972), ett resultat som säger att tensorprodukten av två PI-algebror är en PI-algebra.